# Hurts
Hurts er en engelsk synthpop duo bestående af sanger Theo Hutchcraft og keyboardspiller og guitarist Adam Anderson.
I juli 2009 skrev den britiske avis The Guardian om gruppen i deres serie "New band of the day". De endte på en fjerdeplads i BBC's Sound of 2010 konkurrence. Den 3. maj 2010 udgav Hurts singlen "Wonderful Life" i Danmark, som det første land til at udgive gruppens musik. Sangen var forrinden blevet valgt til Ugens Uundgåelige på P3. Den 23. maj udgav gruppen deres officielle debutsingle, "Better Than Love", i hjemlandet Storbritannien. Efterfølgende udkom "Wonderful Life" som andensingle den 22. august 2010.
Hurts udgav debutalbummet, Happiness, den 6. september 2010. Det er bl.a. indspillet i Sverige og produceret af den svenske producer Jonas Quant. Albummet blev udgivet på Sony-underselskabet Major Label, under ledelse af Richard Stannard, der bl.a. har produceret flere hits for Kylie Minogue. 
Netop Minogue medvirker i en duet på sangen Devotion. Ifølge forsanger Theo Hutchcraft overtalte de Minogue til at medvirke på albummet ved at sende hende et kærestebrev.

## Diskografi

### Album
- Happiness (2010)
- Exile (2013)
- Surrender (2015)
- Desire (2017)
- Faith (2020)

### Singler
- "Better Than Love" (2010)
- "Wonderful Life" (2010)